# Jiken (Jiken)
Jiken is een bestuurslaag in het regentschap Blora van de provincie Midden-Java, Indonesië. Jiken telt 7924 inwoners (volkstelling 2010).